# Hermann Schäufele

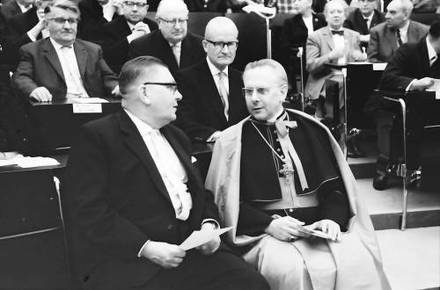
Erzbischof Hermann Schäufele (vorne rechts) im Gespräch mit Minister Hermann Müller (1962)

Wappen von Hermann Schäufele

Hermann Josef Schäufele (* 14. November 1906 in Stebbach; † 26. Juni 1977 in Langenegg, Vorarlberg) war ein deutscher Geistlicher und römisch-katholischer Erzbischof von Freiburg.

## Leben
Hermann Schäufele wurde in eine Eisenbahnerfamilie geboren. Dies war mit mehrmaligen Ortswechseln verbunden. Er ging in Bellingen und Sasbach in die Schule, bevor er 1920 auf das Freiburger Berthold-Gymnasium wechselte. Nach dem Abitur trat er 1925 ins Collegium Borromaeum ein und begann das Studium der katholischen Theologie. Schon nach einem Semester wurde er zum Studium an die Päpstliche Universität Gregoriana nach Rom geschickt, wo er innerhalb neun Jahren sein Studium abschloss, am 25. Oktober 1931 das Sakrament der Priesterweihe empfing und in Philosophie und Theologie promoviert wurde. Danach folgten Stationen in Elzach und Mannheim, bevor er zum Studentenseelsorger in Freiburg berufen wurde. Hier geriet er mehrmals, wie viele Jugendseelsorger, ins Visier der Gestapo. 1938 trat er der katholischen Studentenverbindung Unitas-Lichtenstein bei. Nach deren Verbot im selben Jahr wurden viele der Verbindungsveranstaltungen im Haus von Hermann Schäufele durchgeführt.
Ab 1946 war Schäufele Direktor des Collegium Borromaeum, 1950 Konviktsdirektor, 1954 Offizial und wenig später Domkapitular. Am 11. April 1955 ernannte ihn Papst Pius XII. zum Titularbischof von Leptis Magna und zum Weihbischof in Freiburg. Die Bischofsweihe spendete ihm Erzbischof Eugen Seiterich am 11. Mai desselben Jahres. Mitkonsekratoren waren Bischof Isidor Markus Emanuel von Speyer und der Mainzer Weihbischof Josef Maria Reuss.
Nach dem frühen Tod von Erzbischof Seiterich 1958 wählte das Domkapitel Hermann Schäufele zu dessen Nachfolger. Papst Pius XII. ernannte ihn darauf zum Erzbischof und Metropoliten der Oberrheinischen Kirchenprovinz. Am 16. September 1958 wurde er durch den Bamberger Erzbischof Josef Schneider in sein Amt eingeführt. Im selben Jahr wurde er auch als Ehrenmitglied in die KDStV Hercynia Freiburg im Breisgau aufgenommen.
Sein Episkopat fiel in die Zeit des Wiederaufbaus und des Wirtschaftswunders. Gleichzeitig nahmen die gesellschaftlichen Veränderungen zu. Von 1962 bis 1965 nahm er am Zweiten Vatikanischen Konzil aktiv teil und nahm als Mitglied in der Kommission für die Bischöfe und die Verwaltung der Diözesen unmittelbar Einfluss auf die Formulierung bedeutender Aussagen des Konzils. Auch die nachkonziliare Erneuerung der Kirche in seinem Bistum fiel in seine Amtszeit. Der Aufbau demokratischer Strukturen entsprach allerdings nicht seinem Ideal der Kleriker- und Bischofskirche.
Er starb am 26. Juni 1977 in seinem bevorzugten Urlaubsort in Vorarlberg während des Rosenkranzgebetes, in dem Jahr, in dem im Erzbistum Freiburg das Jubiläum des 150-jährigen Bestehens gefeiert wurde. Dieses Jubiläum war Schäufele ein wichtiges Anliegen gewesen. Den eigentlichen Jubiläumstag aber konnte er nicht mehr miterleben.

## Ehrungen und Auszeichnungen
Am 22. September 1962 wurde ihm „in dankbarer Anerkennung seiner Verdienste um die Erhebung der Wallfahrtskirche St. Georg in Walldürn zur Basilika minor und in Würdigung seiner lebendigen Anteilnahme am Gedeihen der Stadt und ihrer Bürgerschaft“ das Ehrenbürgerrecht verliehen. 1966 wurde er mit dem Verdienstorden der Bundesrepublik Deutschland (Großes Verdienstkreuz mit Stern und Schulterband) ausgezeichnet.
Am 12. November 1960 wurde dem Erzbischof von Freiburg in einer Feierstunde der Ehrenbürgerbrief der Stadt Geisingen überreicht.

## Wappen
Erzbischof Schäufele führte folgendes Wappen: Geviert; Felder 1 und 4 in Gold ein rotes Balkenkreuz (für das Erzbistum Freiburg), 
Felder 2 und 3 in Blau über silbernem Wolkenboden eine goldene Sonne mit Gesicht.
Der Wappenspruch lautete: „In Semita Justitiae vita“.

## Schriften
- Auf dem Weg der Gerechtigkeit ist Leben. Wort und Weisung. Verlag Herder, Freiburg im Breisgau 1979, ISBN 3-451-18367-6.